# Amphithéâtre romain d'Amiternum
L'Amphithéâtre romain d'Amiternum est un amphithéâtre romain  de l'ancienne ville sabine d'Amiternum, site archéologique de la ville de San Vittorino sur le territoire communal de L'Aquila, dans la province de L'Aquila, dans les Abruzzes,.

## Historique
Déclarée monument national en 1902, la structure remonte au Ier siècle, et est donc légèrement postérieure au théâtre romain. 

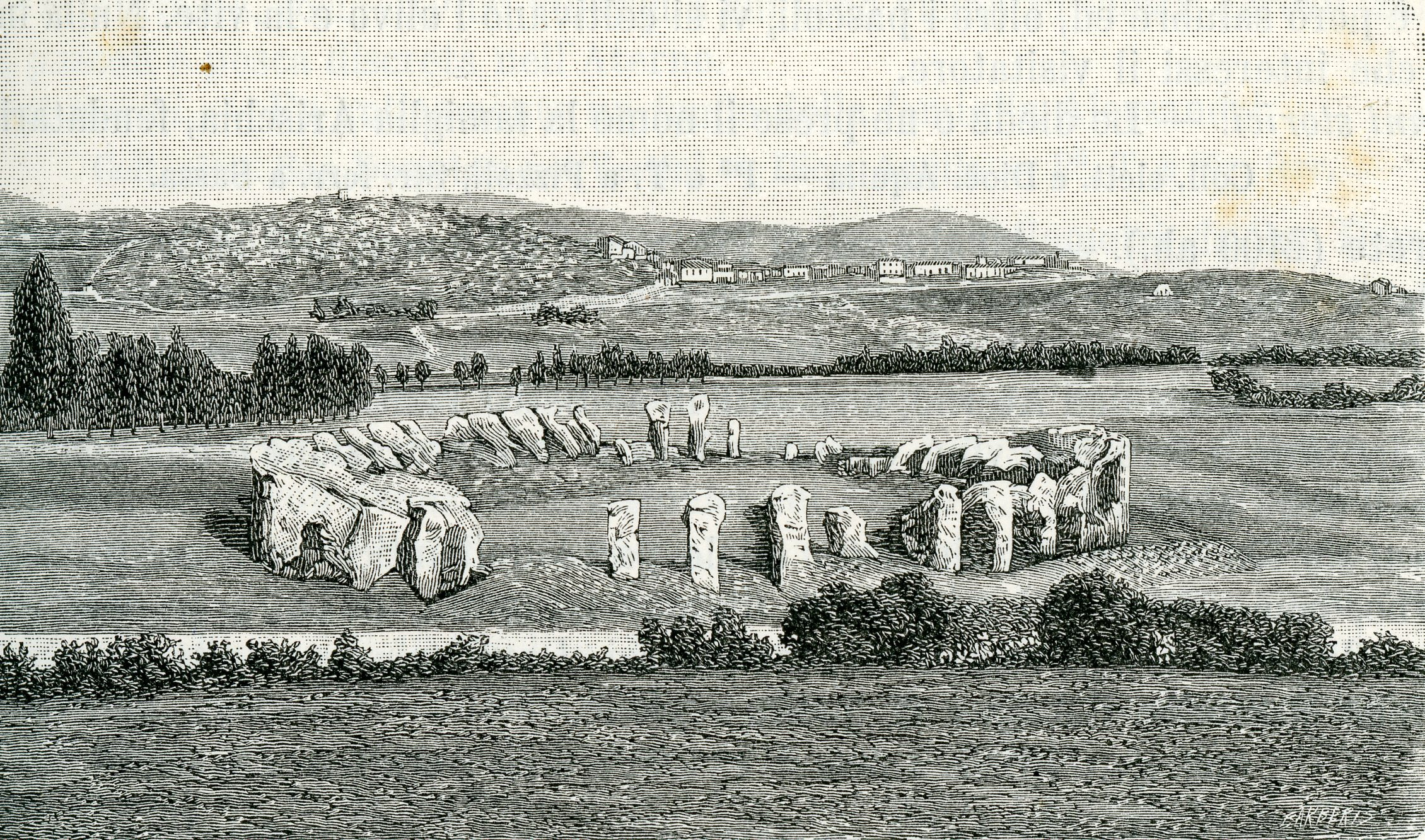
Xilographie de l'amphithéâtre (Barberis-1898)

Contrairement à ce dernier, l'amphithéâtre se situe à l'extrémité sud de la ville, loin du forum. La cavea, qui s'élève sur la Via Amiternina entre la colline San Marco et le fleuve Aterno, a des diamètres de 68 et 53 m  mesurés respectivement dans les directions est-ouest (côté parallèle à la scène du théâtre) et nord-sud. Il y a 48 arches et elles soutenaient les marches, aujourd'hui pratiquement disparues, disposées à l'origine sur deux étages et recouvertes de brique ; on estime que la capacité totale était de 6 000 spectateurs. L'ensemble du couloir extérieur de l'amphithéâtre est encore visible aujourd'hui avec la colonnade en briques façonnées et la structure de l'auditorium en maçonnerie et revêtement en briques. L'entrée s'effectue sur l'axe principal est-ouest, appelée Porta Triumphalis.

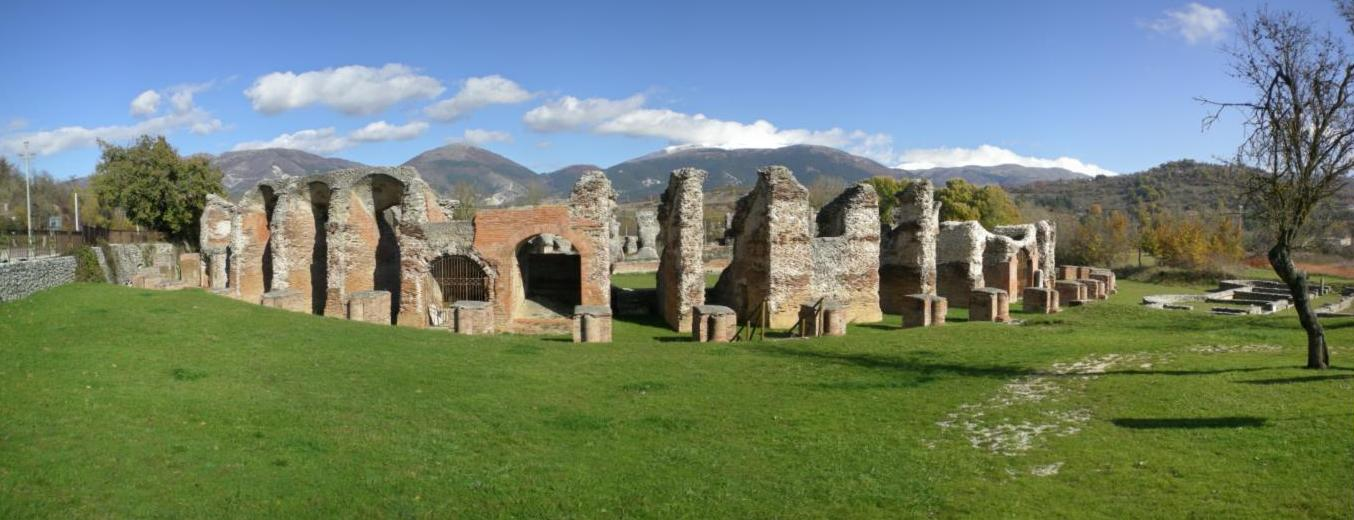

Le monument est présumé avoir été rénové au cours du siècle suivant sa construction et abandonné à la suite du déclin d'Amiternum. La cavea est toujours restée visible et sa présence est attestée dans les archives cadastrales  mais l'ensemble de la structure n'a été mis au jour qu'avec les fouilles archéologiques de 1880, tandis que les travaux de consolidation et de restauration remontent à 1996.
D'autres fouilles, réalisées dans la seconde moitié du XXe siècle, ont mis au jour les vestiges d'une domus romaine tardive dont le plan divisé en une cour centrale avec des portiques surplombés par les différentes pièces est encore bien visible aujourd'hui ; la salle d'entrée (atrium), la salle de collecte des eaux de pluie (impluvium) et une salle de représentation (tablinum) ont été découvertes, toutes riches en mosaïques et fresques. Le site fait aujourd'hui partie d'une vaste zone archéologique comprenant également le théâtre romain et les catacombes de San Vittorino.

## Galerie

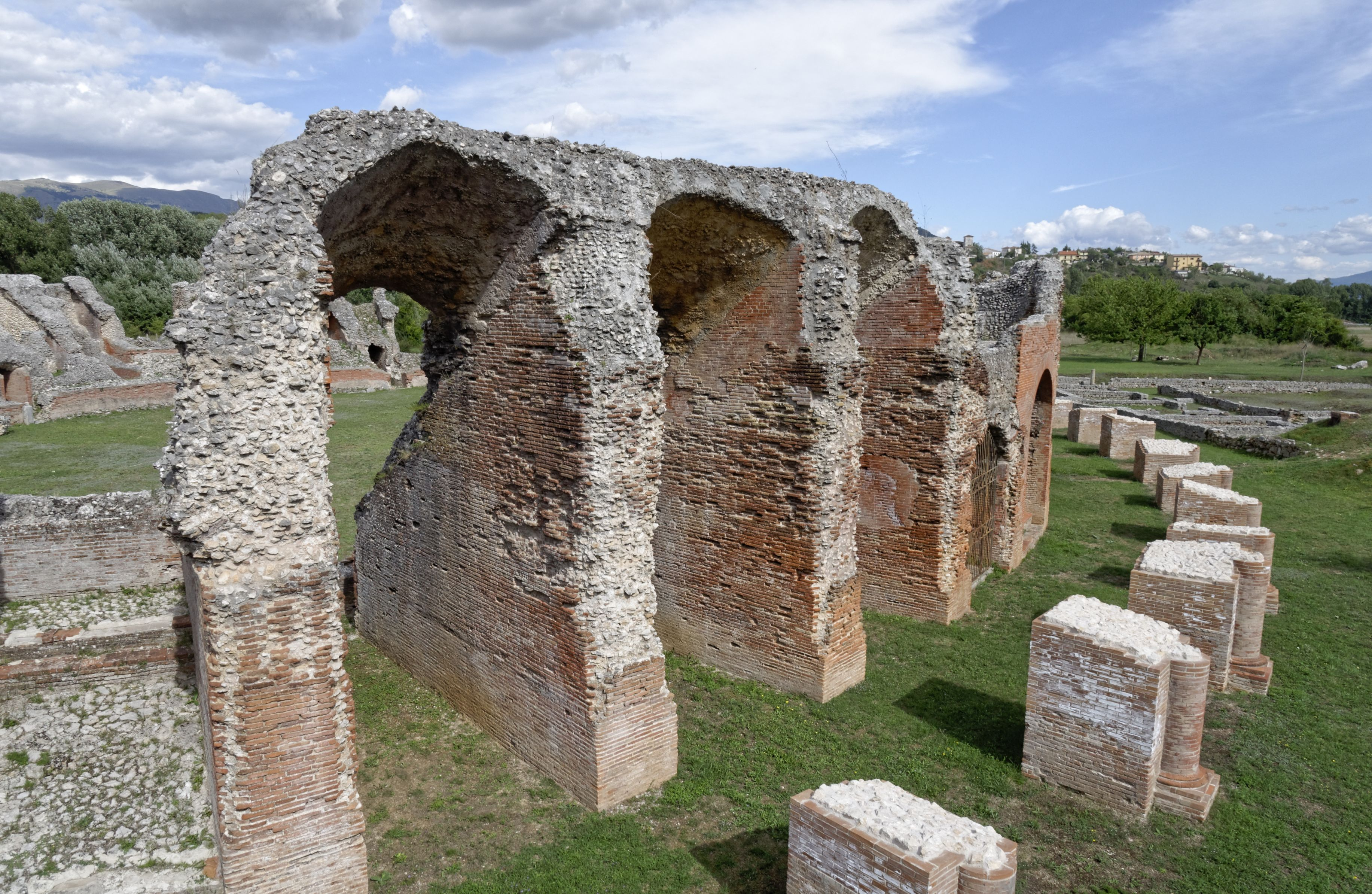
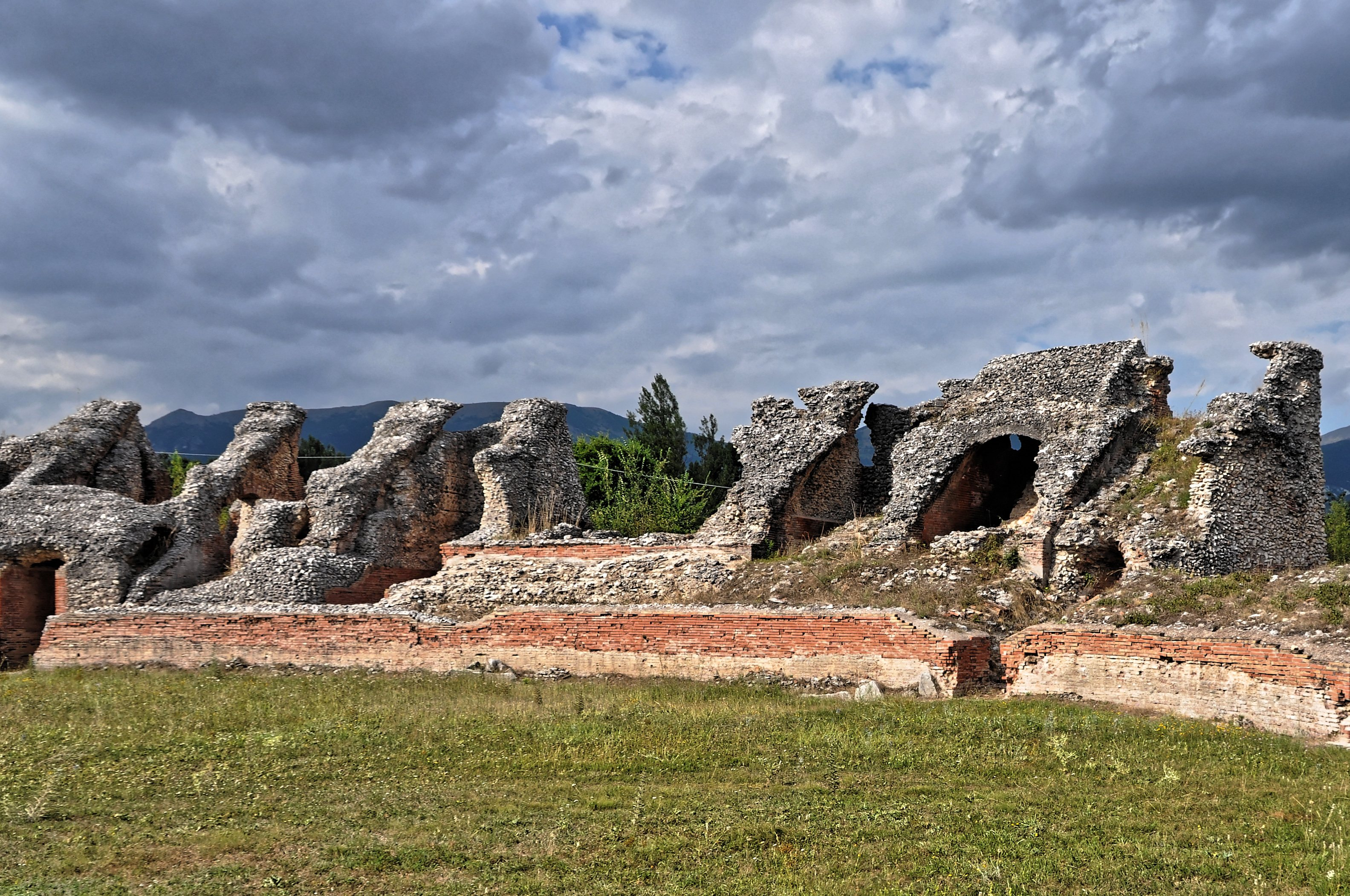